# Le Barbeillon
Le Barbeillon ou Le Téton de Barbeillon sont des marques commerciales exploitées pour identifier un fromage fermier en forme de téton de femme. Ce fromage au lait cru de chèvre est produit par l'EARL Barbeillon Labalette, exploitation agricole de Hervé Barbeillon et Bérangère Labalette, agriculteurs installés dans la commune de Sassay dans le Loir-et-Cher en France,.

## Présentation
En forme de téton, ce fromage à pâte molle à croûte fleurie est constellée de moisissures gris-bleu. Son poids est d'environ 100 grammes pour un diamètre de 8 cm, avec 23 % de matière grasse, son affinage est de 3 à 5 semaines en cave humide et ventilée.
Il a une odeur de noisette, une saveur douce légèrement salée.

## Production du lait
Le lait est issu de la production de 110 chèvres de race alpine, nées et élevées dans cette ferme. Elles pâturent l'été et sont nourries d'herbage enrubanné et de betteraves fourragères l'hiver. Toute l'année, elles reçoivent une complémentation à base de céréales et protéagineux : maïs, triticale, orge, pois, lupin et féverole.
L'alimentation pour le bétail est produite sur place dans un souci d'autonomie.

## Transformation du lait
Après la traite du soir, le lait est réfrigéré pour la nuit et mélangé à celui du matin. Il est amené à une température de 20 degrés où il est ensemencé de présure et de levain fabriqué chaque jour par l'agriculteur producteur fermier. Un jour après, le caillé est moulé une première fois le matin et ce n'est que le soir, que les tétons seront fabriqués, avec un caillé déjà égoutté afin de leur assurer une tenue parfaite. Ils seront démoulés le lendemain, salés puis caressés le surlendemain afin d'homogénéiser le sel cendré qui les recouvre.

## Consommation
Ce fromage peut se consommer frais mais c'est en s'affinant qu'il développe l'ensemble de ses caractéristiques. De par sa forme, il sèche moins vite et reste donc moelleux à cœur.

## Composition
Lait cru de chèvre, sel, ferments lactiques, présure animale, charbon végétal.